# Zach McGowan
Zach McGowan, född 5 maj 1980 i New York, är en amerikansk skådespelare.
McGowan har bland annat medverkat i filmen Dracula Untold. Han har även medverkat i TV-serierna Shameless och Black Sails.

## Filmografi (i urval)
- 2012–2013 – Shameless (TV-serie)
- 2014–2016 – Black Sails (TV-serie)
- 2014 – Dracula Untold